# Хамар-Дабан
Хамар-Дабан (бур. Һамар дабаан, хамар — «ніс» або hамар — «горіх», дабаан — «перевал, хребет», рос. Хамар-Дабан) — гірський хребет на півдні Східного Сибіру в південному Прибайкаллі, здебільшого в межах Республіки Бурятія, Росія.

## Географічна характеристика
Хамар-Дабан — складений ранньопротерозойськими комплексами хребет на південь від озера Байкал шириною 50—60 км, що простягнувся з південного заходу на північний схід більш ніж на 350 км. На заході вододільний хребет Хамар-Дабана починається біля правих нижніх приток річки Зун-Мурен, далі простягається на південний схід до верхів'я річок Хангарул і Сніжна, де на схід від Хангарульского хребта повертає на схід і, далі від середньої течії Сніжної, йде в напрямку північного сходу до річки Селенги.
Хамар-Дабан розташований на території семи районів Бурятії, злегка захоплюючи Слюдянський район Іркутської області. Вододільні хребти є природними межами цих адміністративних утворень. Уздовж північних відрогів по березі Байкалу і лівому березі річки Селенги проходять Транссибірська магістраль і федеральна траса Р258 «Байкал».
Схили Хамар-Дабана, що примикають до південно-західного берега Байкалу, є найвологішим місцем Прибайкалля (близько 1300 мм опадів на рік) і відрізняються багатою рослинністю; на гірських масивах осьової частини хребта переважає рослинність Альпійських луків. Ліси переважно хвойні — сосна звичайна, модрина, сибірська сосна, ялиця, зустрічаються реліктові тополині ліси, березники. Більш верхні висотні яруси займають альпійські луки та чагарники, кедровий сланець і карликова береза.
Клімат північної частини Хамар-Дабана — байкальський, помірний і вологий, з опадами до 1300 мм на рік. Середня температура січня становить –16...–18 °C. Південний макросхил характеризується різко континентальним кліматом.

## Природоохоронні території
У центральній частині Хамар-Дабана розташований Байкальський біосферний заповідник. На захід від нього,ув Закаменському районі Бурятії, знаходиться Сніжинський біологічний заказник (площа — 238,48 тис. га). Західна частина Хамар-Дабана, в межах Тункінського району Бурятії, входить до Тункинського національного парку.

## Фауна
Основні мешканці:
- на суші — бурий ведмідь, олень, лось, олень-марал (ізюбр), кабарга сибірська, вовк, лисиця, вивірка, заєць, бурундук, глушець, горіхівка, дятел, орябок;
- в річках — харіус, ленок, таймень звичайний, плітка.

## Вершини
Найвищою точкою Хамар-Дабана вважається гора Ханула (2371 м), проте у верхів'ях Утуліка є дещо вища вершина — Утулікська Підкова (або Субутая, 2396 м). Найбільш популярним і доступним об'єктом є Пік Черського (2090 м). Щорічно його відвідують тисячі туристів. У центральній частині, в Байкальському заповіднику, виділяється вершина Сохор (2316 м).

## Озера та ріки
На Хамар-Дабані багато різноманітних озер. Одне з найбільших і найпопулярніших — Соболине озеро. Менші озера — Патове озеро, озеро Серце, Чортове озеро.

Основні великі річки, освоєні для водного туризму: 
- Утулік
- Сніжна
- Темник
- Хара-Мурин

## В культурі
Хребту Хамар-Дабан присвячена однойменна пісня Юрія Візбора, написана в 1962 році. 

слайди
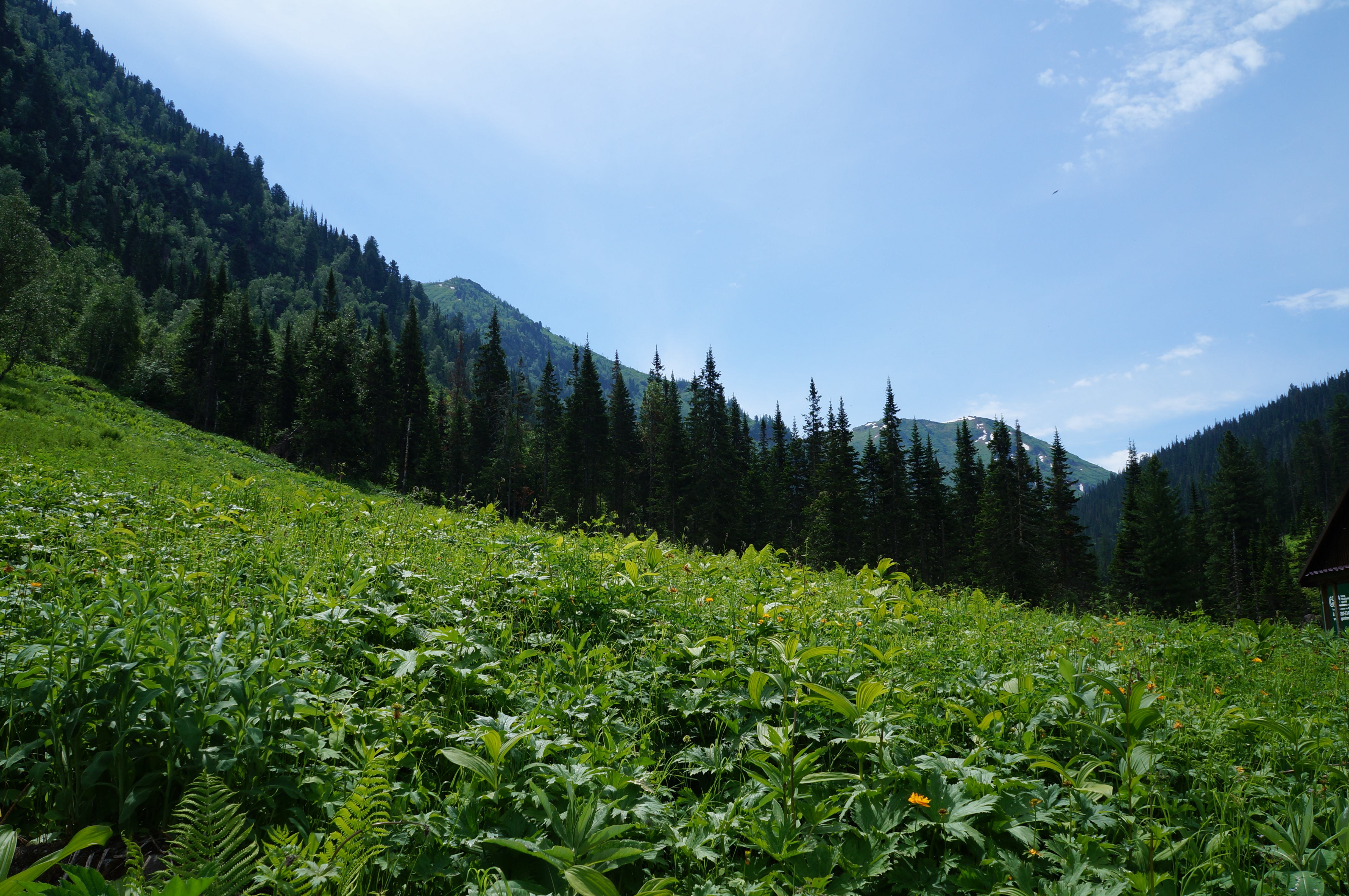
Байкальський заповідник, Хамар-Дабан, Альпійські луки
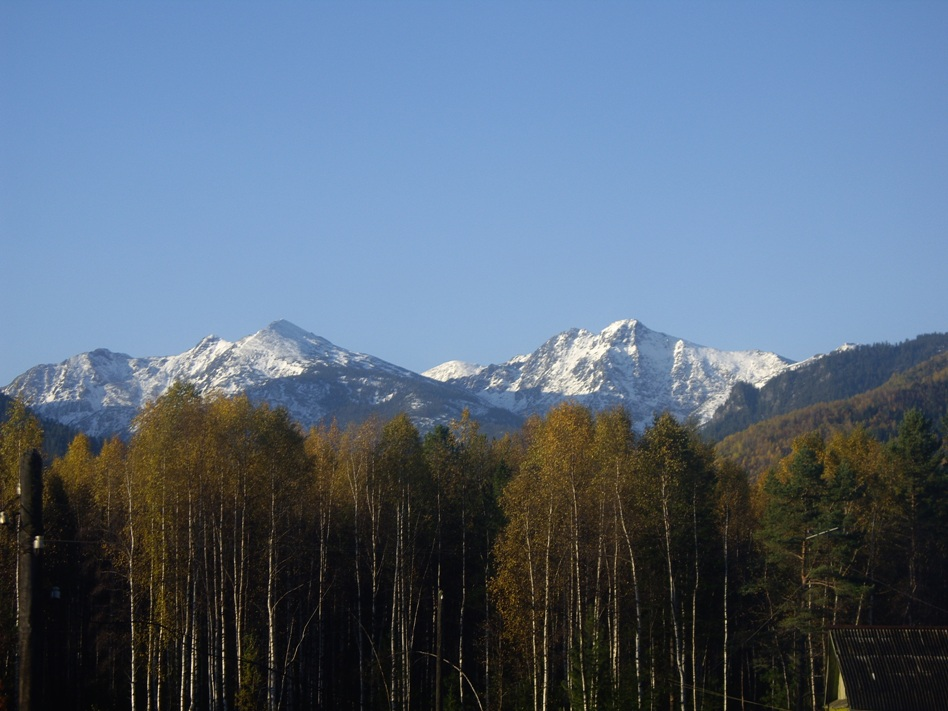
Вид на околиці Байкальська
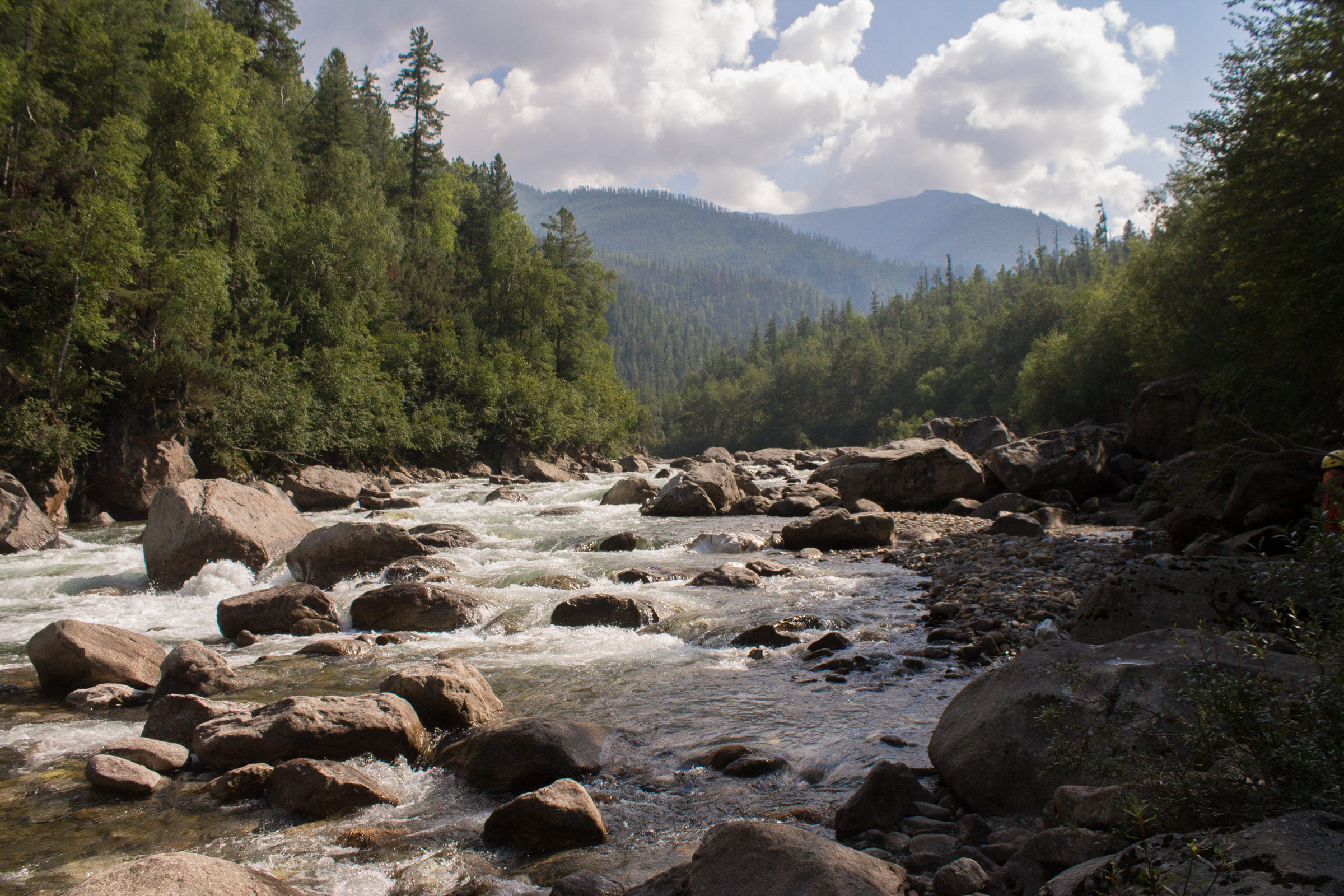
Річка Утулік
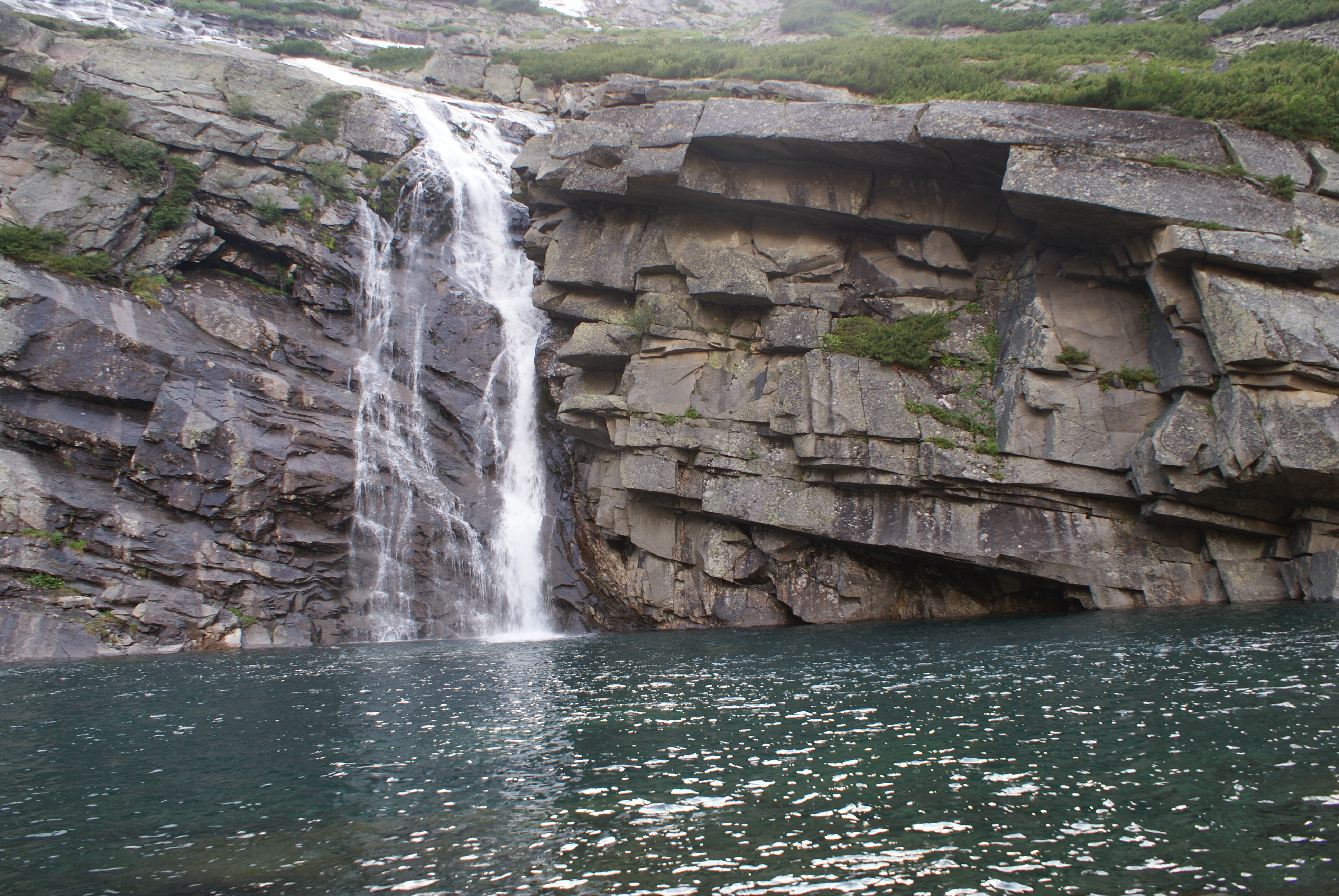
Водоспад, пік Черського
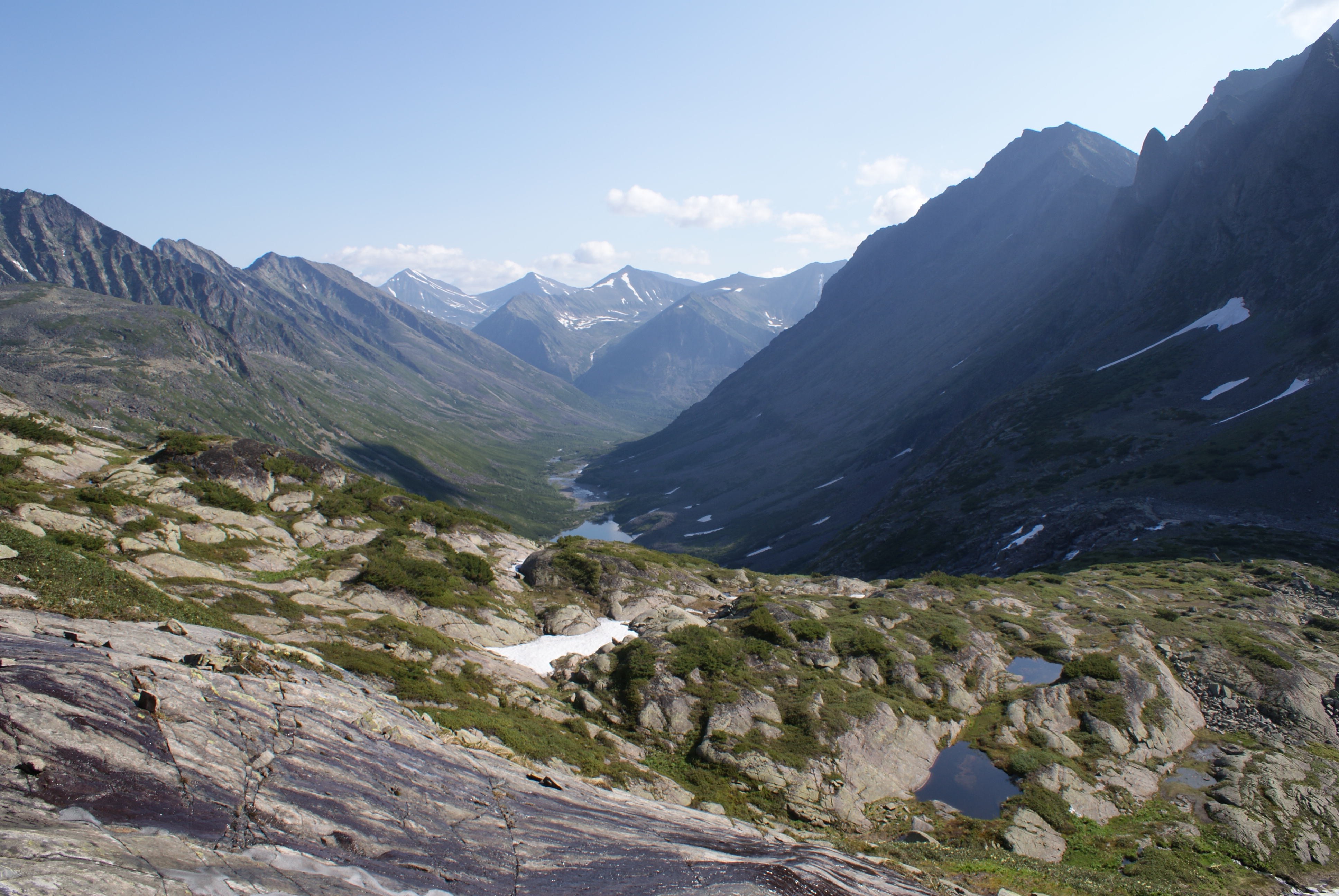
Пік Черського
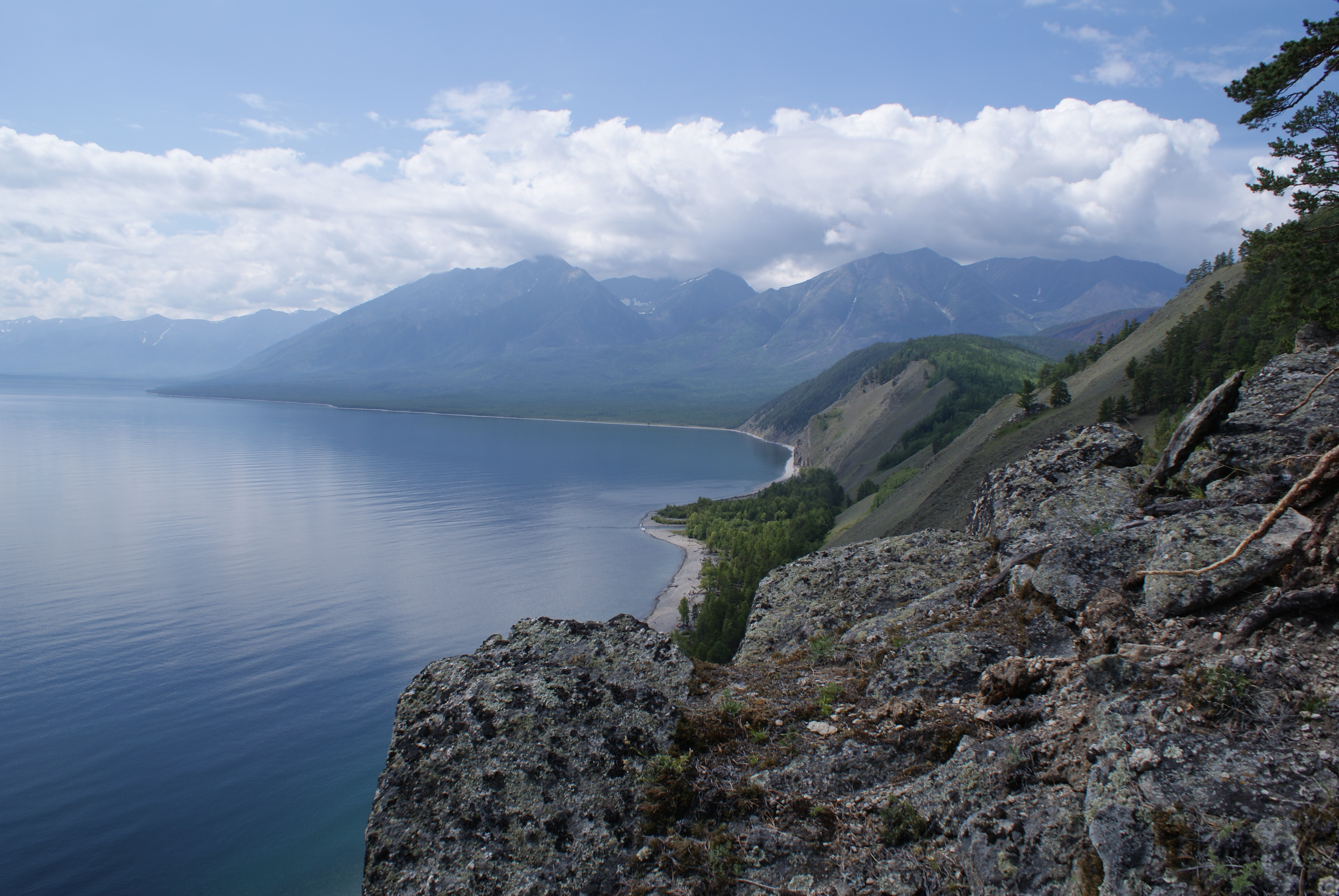
Байкал і Пік Черського
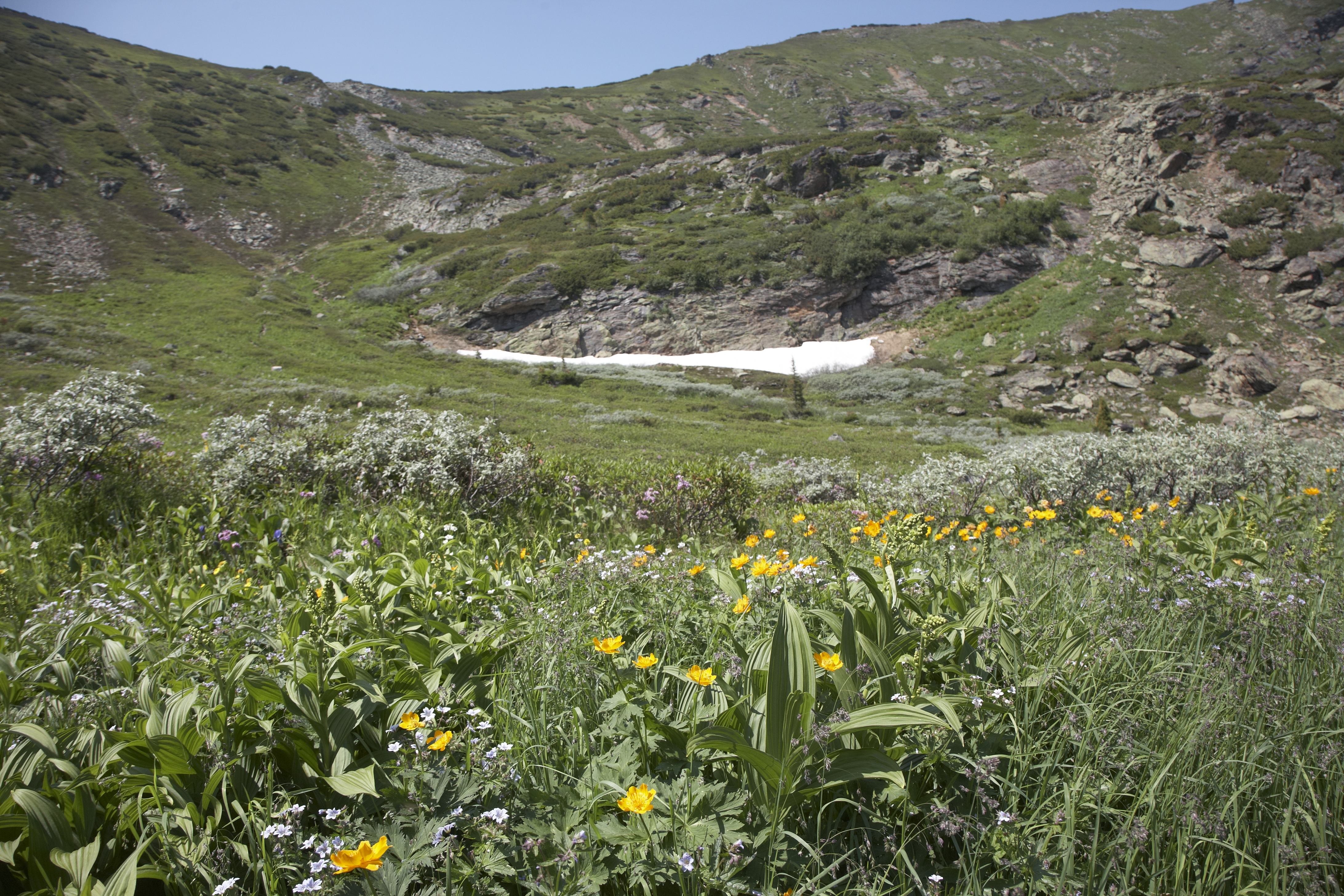
Рослинність
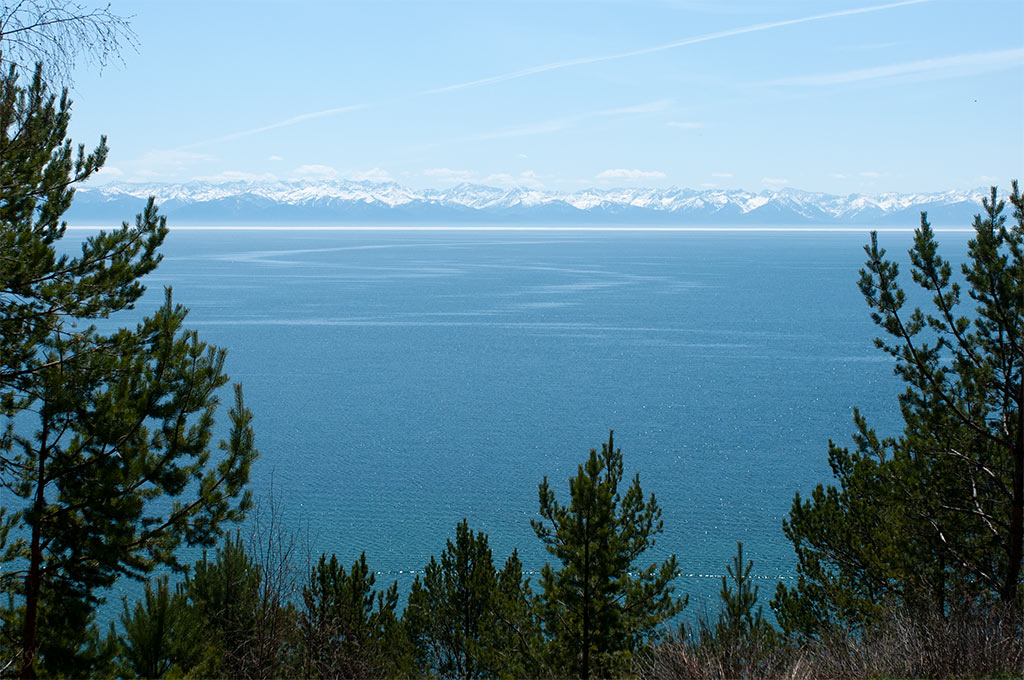
Вид на околиці Листвянки
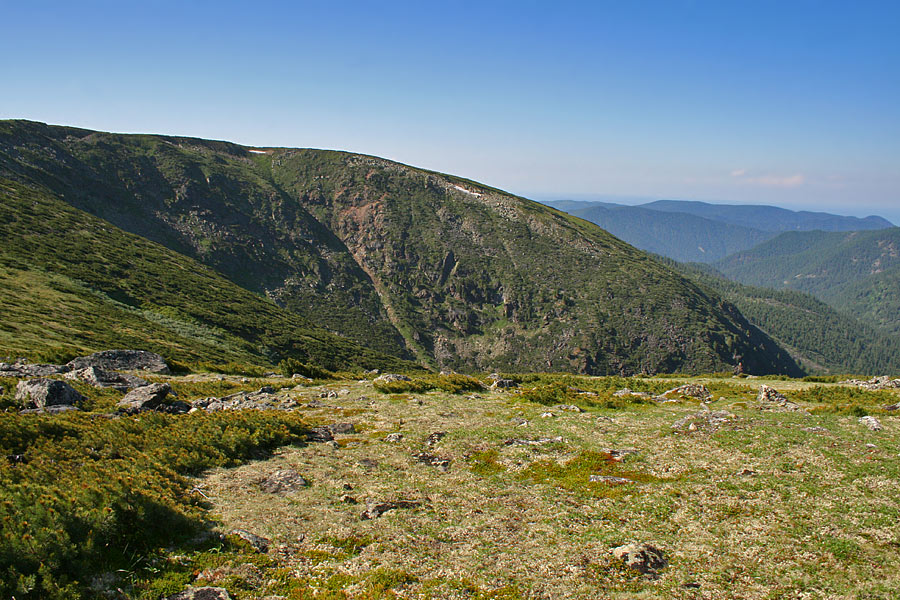
Гребінь Піку Чекановського
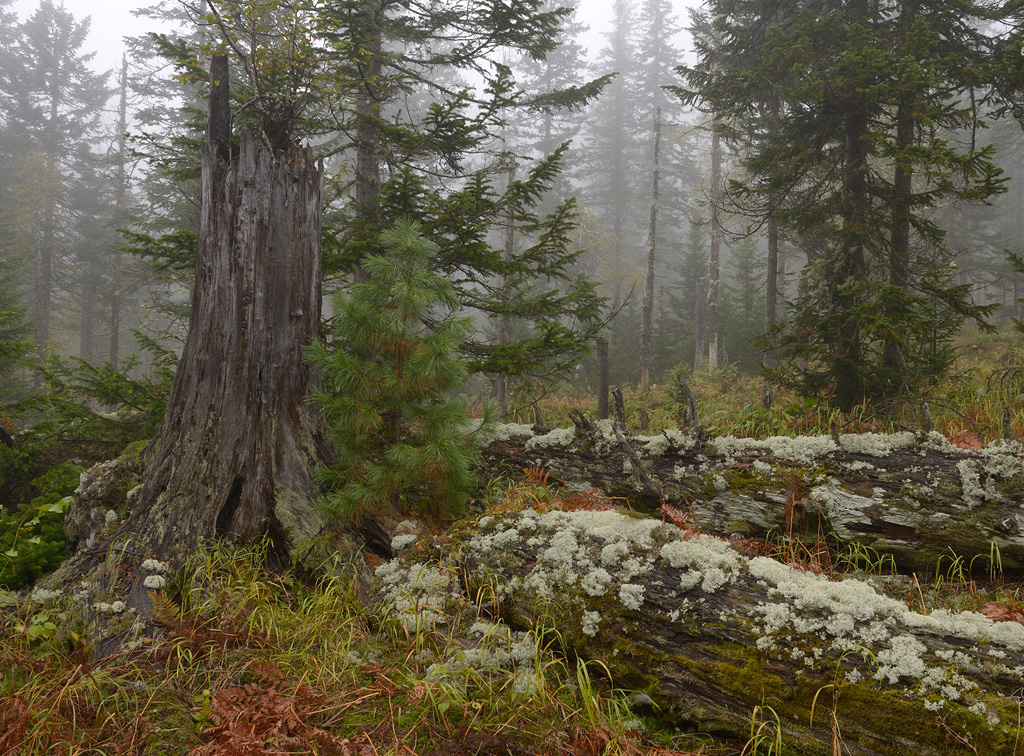
Тайга